# Aldy-Belcultuur
De Aldy-Belcultuur is een ijzertijdcultuur van Scytho-Siberische ruiternomaden van de 7e tot de 3e eeuw v.Chr. op het gebied van de Russische republiek Toeva, als subgroep van de Oejoekcultuur.
De cultuur is genoemd naar de koergan Aldy-Bel-1. Meer dan 30 koergancomplexen zijn geïdentificeerd als behorend tot de Aldy-Belcultuur.
De vondsten van de Aldy-Belcultuur zijn gelijktijdig en in veel opzichten vergelijkbaar met die van de Majemer- en Pazyrykcultuur in de Altaj en de Tasmolacultuur van Centraal-Kazachstan. Ze wordt voorafgegaan door de Arzjan-periode.

## Koergans
De Aldy-Belcultuur is uitsluitend bekend van haar begrafenissen in koergans. Deze zijn ronde of ovale heuvels van rotsblokken of van steenfragmenten met grotere stenen aan de basis, gemiddeld 8 tot 12 m breed en 1 m hoog, in twee- of soms drietallen, langs een noord-zuidas gegroepeerd. Meestal zijn er meerdere begravingen in één koergan, tot zeven of meer: een centraal graf in een kist van massieve stenen platen, met bijgraven van jongeren en kinderen in kleinere stenen of houten kisten aan de zijkanten, met uitzondering van de oostkant. De graven zijn afgedekt met stenen platen.
De koergans bevatten verschillende soorten graven: stenen kisten, kamers van houten balken en eenvoudige aarden kuilen. Per kamer bevindt zich meestal een enkele begrafenis. De overledene ligt in een gehurkte positie (hurkgraf), meestal op de linkerzij. Het centrale graf is georiënteerd met het hoofd naar het westen, hetgeen bij de bijgraven enigszins kan afwijken afhankelijk van hun locatie in de koergan. Een typisch kenmerk is de bijzetting van paardentuigage terzijde van het centrale graf, maar in tegenstelling tot de voorafgaande Arzjan-periode werden er in de regel geen paarden meebegraven.
Ook zogenaamde "koergans met snor" (d.w.z. met boogvormige stenen uitlopers), zoals kenmerkend voor de vroege nomaden van Kazachstan, komen voor; inclusief de conische steenstructuren op de uiteinden van de 'snorren'. Sommige niet-geplunderde koergans bezitten goed bewaard gebleven stenen omheiningen. Soms werden oudere hertenstenen bij de constructie hergebruikt.

## Kunst
De gevonden kunst is talrijk en gevarieerd. Ze toont dieren in "op de tenen" houding en composities van ineengestrengelde figuren. De kunst is karakteristiek voor de vroege Scythische tijd, en toont een zeer stabiele culturele traditie.

## Bevolking
Het bevolkingssubstraat van de Aldy-Belperiode behoorde tot de vroege nomadische volkeren van de west-centrale Euraziatische steppe, van de Zwarte Zee tot het Tarimbekken en tot in Zuid-Siberië. Het is waarschijnlijk gevormd als gevolg van de assimilatie van een Oud-Siberisch substraat door een vroege Oud-Europese ("cro-magnonide") migratie.
In de tweede helft van de 6e eeuw v.Chr. ziet men de aankomst van een nieuw Europide element, genetisch verwant aan de herdersvolken van het Kaukasusgebied en zuidelijk Centraal-Azië, zich bij het oorspronkelijke substraat voegen. 
Tijdens de laatste fase van de Aldy-Belcultuur in de 4e en 3e eeuw v.Chr. verschijnt een component geassocieerd met de vroege Sarmatische bevolking van Centraal-Kazachstan, en vanaf het einde van de 3e eeuw v.Chr. zijn er invloeden van een Noord-Chinese bevolking in het gebied zichtbaar.

## Verwante culturen
Naast verwantschap met de naburige Majemer- en Tasmolinculturen zijn er vele bouwkundige en artistieke overeenkomsten met de meer westelijke Tagisken en Oejgarak-complexen van Centraal-Azië.
Volgens sommige geleerden werd de brede regio van Centraal-Kazachstan tot de Boven-Jenisej beïnvloed door migraties, met name van west naar oost. Een deel van die steppebevolking, het duidelijkst zichtbaar in de Tasmolincultuur, voegde zich bij de opkomende Aldy-Belcultuur.